# J.C. Tretter
Joseph Carl Tretter (12 febbraio 1991) è un ex giocatore di football americano statunitense che ha militato nel ruolo di offensive guard nella National Football League (NFL). Fu scelto nel corso del quarto giro (122º assoluto) del Draft NFL 2013 dai Green Bay Packers. Al college ha giocato a football alla Cornell University.

## Carriera

### Green Bay Packers
Tretter fu scelto nel corso del quarto giro del Draft 2013 dai Green Bay Packers. Dopo avere passato la sua prima stagione fuori dai campi di gioco per un infortunio alla caviglia, debuttò nella seconda metà della successiva, disputando otto partite della stagione regolare e due nei playoff.

### Cleveland Browns
Il 10 marzo 2017, Tretter firmò con i Cleveland Browns. Con essi giocò fino alla stagione 2021 giocando 80 partite, tutte da titolare. Nel marzo del 2020 Tretter fu eletto presidente del sindacato dei giocatori della lega, la NFL Players Association (NFLPA) e poi rieletto nel marzo 2022.
Il 25 agosto 2022 annunciò il proprio ritiro dal football professionistico.